# Großes Moor bei Großenmoor
Großes Moor bei Großenmoor este o arie protejată (arie specială de conservare — SAC, sit de importanță comunitară — SCI) din Germania întinsă pe o suprafață de 23,72 ha, integral pe uscat.

## Localizare
Centrul sitului Großes Moor bei Großenmoor este situat la coordonatele 50°42′12″N 9°40′04″E / 50.7033°N 9.6678°E.

## Înființare
Situl Großes Moor bei Großenmoor a fost declarat sit de importanță comunitară în aprilie 1999 pentru a proteja 1 specie de animale. Situl a fost protejat și ca arie specială de conservare în martie 2008.

## Biodiversitate
Situată în ecoregiunea continentală, aria protejată conține 2 habitate naturale: Mlaștini turboase de tranziție și turbării mișcătoare, Mlaștini împădurite.
La baza desemnării sitului se află o specie protejată de  păsări: becațină comună (Gallinago gallinago).
Pe lângă speciile protejate, pe teritoriul sitului au mai fost identificate 36 de specii de plante, 1 specie de amfibieni, 3 specii de nevertebrate, 2 specii de reptile.